# Initiative pour la transparence dans les industries extractives
 (octobre 2014).
Si vous disposez d'ouvrages ou d'articles de référence ou si vous connaissez des sites web de qualité traitant du thème abordé ici, merci de compléter l'article en donnant les références utiles à sa vérifiabilité et en les liant à la section « Notes et références ».
L'Initiative pour la transparence dans les industries extractives (ITIE), en anglais Extractive Industries Transparency Initiative (EITI) est une organisation internationale à but non lucratif et de droit norvégien, chargée de maintenir à jour et superviser la mise en œuvre d’une norme. Lancée en 2003, l’objectif de cette norme est d’évaluer dans quelle mesure les revenus des ressources pétrolières, gazières et minérales d’un pays sont gérées de manière transparente ,,. 
L’ITIE a pour but de renforcer les systèmes gouvernementaux en accentuant la gouvernance publique et des entreprises. L’ITIE sert aussi de source d’information pour sensibiliser la population, favoriser le débat public, face au secteur extractif et à l’usage qui est fait des revenus en provenant ,,. 
L’ITIE part du principe que les ressources naturelles d’un pays appartiennent aux citoyens de ce pays. Lorsque l’extraction de ces ressources est bien gérée, la richesse générée peut contribuer à développer le secteur économique et social . Cependant, si le secteur extractif souffre d’une mauvaise gestion, celui-ci peut être source de corruption et de conflit .
Dans ce cadre, la Norme de l’ITIE requiert des informations sur toute la chaîne de valeur, de l’octroi des droits d’exploitation jusqu’à la redistribution des richesses. Cette norme permet de bien cerner les différents acteurs du secteur, de comprendre la gestion des opérations et à qui profite les revenus en toute transparence,.
La Norme est développée et sa mise en œuvre contrôlée par un conseil d’administration multipartite composé de représentants des gouvernements, des entreprises actives dans le secteur de l’extraction, d’organisations de la société civile, d’investisseurs institutionnels et d’organisations internationales. Le Groupe multipartite au sein de chaque pays participant à l’ITIE est le principal organe décisionnaire pour fixer les objectifs de l’ITIE. 
La Norme exige des pays membres qu’ils transmettent au Groupe multipartite de leur pays, des informations ponctuelles et exactes sur la gestion des ressources du pays. Les données doivent être compréhensibles et claires sur la façon dont sont gérés les revenus et comment ils profitent à la population,. 
La Norme ITIE est mise en œuvre dans une cinquantaine de pays. Elle se compose d’une série d’exigences qui doivent être respectées par les gouvernements et les entreprises afin que le pays puisse être considéré comme étant « conforme à la Norme ITIE ».

## Histoire
Le projet d’une « Initiative pour la Transparence dans les Industries Extractives  » (ITIE) a été présenté pour la première fois en 2002 par le Premier ministre britannique de l’époque, Tony Blair, lors du Sommet mondial pour le développement durable de Johannesburg. 
Ce projet est né à la suite de longues années de débats théoriques et à un travail de pression de la société civile et des entreprises sur la gestion des revenus publics issus des industries extractives. Le ministère du développement britannique a ensuite invité toutes les parties prenantes des entreprises, des gouvernements et de la société civile à concrétiser l’idée et à la transformer en principes de transparence pour l’industrie extractive. 
Les douze principes ont été présentés et adoptés lors d’une conférence à Londres le 17 juin 2003, date qui marque la fondation officielle de l’ITIE. En 2004, la Banque mondiale met en place son Fonds fiduciaire multi-donateurs (MDTF) permettant de fournir une aide technique aux pays mettant en œuvre l’ITIE.

## Fonctionnement de l’ITIE au niveau global

### L’assemblée générale
L’assemblée générale réunit les pays qui mettent en œuvre et qui soutiennent l’ITIE, les entreprises, les investisseurs et la société civile. Son rôle est de faire adopter les décisions et de nommer les membres du conseil d’administration de l’ITIE. 
L’assemblée générale des membres se réunit au moins une fois tous les trois ans et se tient lors d’une conférence mondiale de l’ITIE. Chaque conférence suit un ordre du jour permettant, entre autres, d’aborder les questions de gouvernance. Cette conférence a pour but de donner l’occasion aux parties prenantes de l’ITIE de faire progresser les objectifs de la Norme en proposant des réformes. Depuis la création de l’ITIE, sept conférences mondiales ont été organisées,.

### Le conseil d’administration
Le conseil d’administration est à la tête de l’ITIE et représente l’instance exécutive. Il supervise les activités de l’ITIE dans l’intervalle des conférences mondiales et de l’assemblée générale. Il est composé de 20 membres qui se réunissent deux à quatre fois par an. Ce sont des représentants des pays membres, des pays soutenant l’ITIE, de l’industrie extractive, de la société civile et des investisseurs. 
Le conseil d’administration évalue les performances des pays membres en matière de respect des Exigences de la Norme . Il recrute le directeur exécutif, dirige le Secrétariat de l’ITIE et gère les plans de travail ainsi que les budgets de l’ITIE.

### Le secrétariat international de l’ITIE
Le Secrétariat international de l’ITIE, administré par le Directeur exécutif en Norvège, gère de façon quotidienne l’association ainsi que la mise en œuvre de la Norme. Il offre également des services au Conseil d’administration, s’occupe de la compilation des données et de leur divulgation. Le secrétariat tient également tous les registres à jour,. Le secrétariat participe à la surveillance et au maintien du plan de travail en cours, notamment au niveau des délais de rapport et des étapes de validation fixés par le Conseil d'administration de l'ITIE.

## La norme ITIE

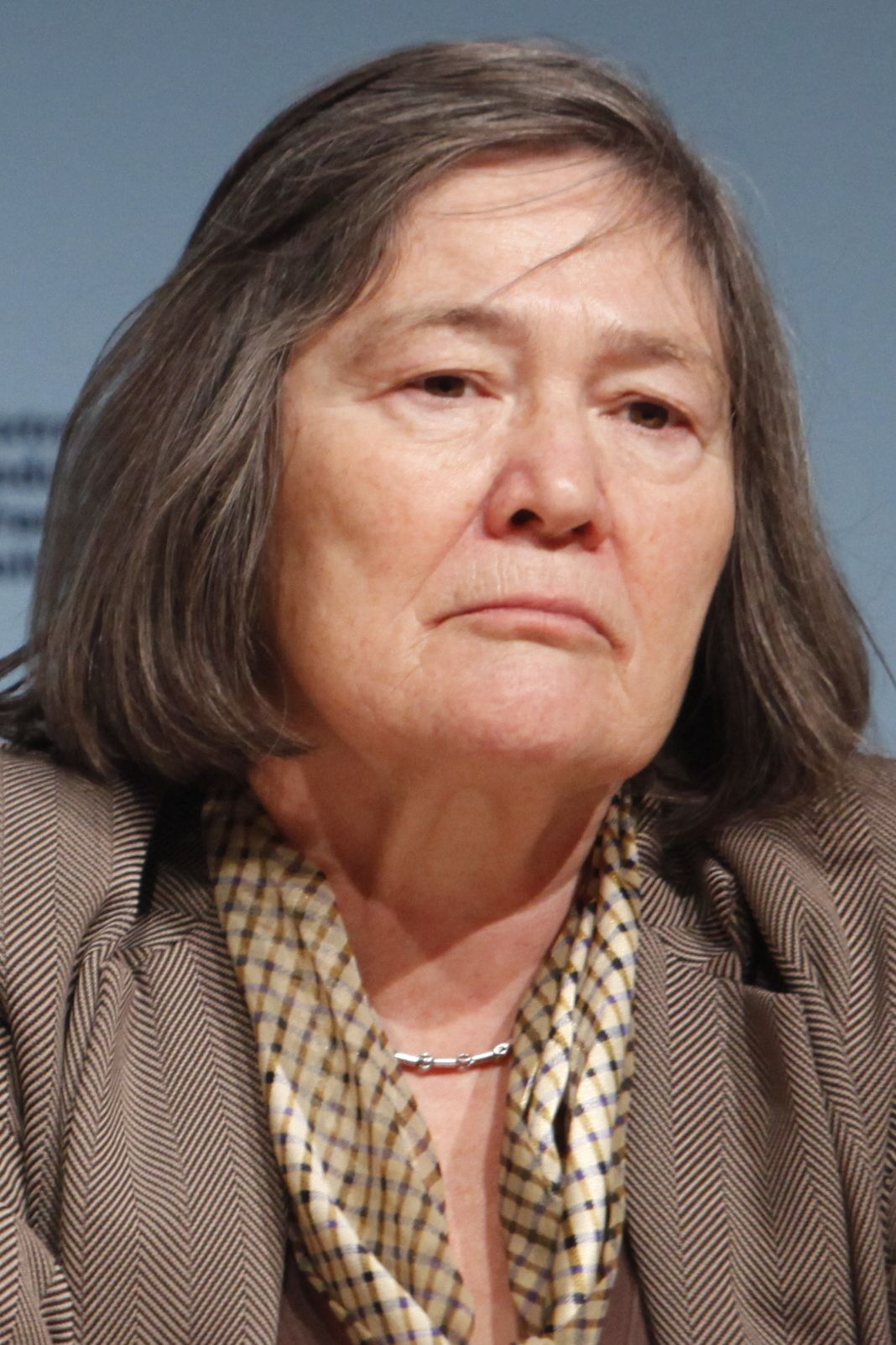
Clare Short à la 5e conférence gloable EITI, Paris 2011

La norme ITIEest une évolution supplémentaire des règles de l’ITIE, introduisant de nouvelles exigences en matière de divulgations pour inclure par exemple les paiements infranationaux, les paiements de transit ainsi que les activités commerciales des entreprises étatiques. Les pays mettent en œuvre ces exigences en créant un groupe multipartite où sont représentés les entreprises, les hauts fonctionnaires du gouvernement ainsi que la société civile. Toute l’information sur le travail effectué par ces groupes multipartites nationaux est accessible au public. 
Le secrétariat international de l’ITIE aide les pays à respecter ces exigences en leur fournissant un appui technique. Un conseil d’administration multipartite dirige l’organisation. Clare Short, ancienne ministre du développement au Royaume-Uni, est la présidente du conseil d’administration.

## Les exigences de l’ITIE

### Résumé des exigences
Au niveau national, l’ITIE exige les parties prenantes rendes des comptes a un Groupe multipartite comprenant le gouvernement, les entreprises et la société civile (exigence 1) . Le Groupe multipartite doit être actif et effectif en présentant un plan de travail répertoriant les objectifs à atteindre, dont les jalons sont clairement établis sur un calendrier. Le tout doit correspondre aux délais convenus pas le conseil d’administration de l’ITIE (exigence 1).
Le cadre légal et institutionnel régissant le secteur extractif doit être rendu public (exigence 2) . L’ITIE entend par là que l’octroi des permis d’exploration et de production, les lois et la règlementation, le régime fiscal doit faire l’objet de divulgation. Les données sur les activités de prospection, de production et d’exportation doivent  être également rendues publiques (exigence 3). La transparence qu’exige l’ITIE du secteur extractif, permet aux parties prenantes de comprendre la gestion, les procédures et le potentiel de ce secteur (exigence 2 et 3).
Les informations sur la manière dont sont répartis et gérés les paiements, la collecte et l’attribution des revenus doivent être claires, ponctuelles et exhaustives (exigence 4 et 5). Cela permet d’alimenter le débat public à propos de la gouvernance du secteur extractif. Les parties prenantes doivent pouvoir comprendre la gestion de ces revenus au sein du budget national ou infranational et savoir quelle place ils occupent dans les dépenses sociales (exigence 5). L’ITIE exige aussi des données de bonne qualité sur les taxes ainsi que tous les paiements, les gains et les accords réalisés par l’Etat et les entreprises d’Etat dans le secteur extractif et du transport (exigence 4).
Des données sur l’impact du secteur extractif sur l’économie, sur les dépenses sociales et environnementales par entreprise et sur les dépenses quasi fiscales des entreprises d’Etat sont attendues (exigence 6). Cela permet aux parties prenantes de comprendre l’influence du secteur extractif sur le secteur économique et social (exigence 6).
Le groupe multipartite doit veiller à ce que les données publiées soient compréhensibles, conforme et accessibles à tous (exigence 7). L’objectif est d’élargir le débat public et le dialogue entre les parties prenantes sur la gestion efficace des revenus issus des matières premières. Le but est aussi mettre en œuvre des initiatives à partir des enseignements appris, afin de corriger les écarts mis en évidence dans les rapports de l’ITIE (exigence 7).

### L’ITIE et la surveillance des entreprises d’État
Les entreprises d’État occupent une place déterminante dans le secteur mondial du gaz et du pétrole mais elles sont beaucoup moins fréquentes dans le domaine minier . Les entreprises d’État peuvent être propriétaire ou opérateur de projet en partie ou en totalité. L’État perçoit une part sur l’extraction des ressources, en argent ou en matière première (pétrole, gaz et/ou minerai) qui peuvent verser des redevances en matière première plutôt qu’en argent.
La corruption est souvent perçue au niveau de la gestion des ressources pétrolières et gazières lorsque la redevabilité, au sein de certains pays, est insuffisante. La transparence des revenus que l’État gagne dans la vente de ressources issues de l’extraction étant faible, la perception des gains gouvernementaux est biaisée.
L’exigence 2.6 de l’ITIE contribue à développer la transparence lorsque l’État est impliqué dans les industries extractives et génère des revenus ,. Les gouvernements mettant en œuvre les principes de l’ITIE sont tenus de divulguer les règles et les pratiques qui régissent les relations entre les entreprises d’État et l’État, notamment au niveau des transferts financiers, « du réinvestissement et le financement par des tiers » . Les entreprises d’État et/ou les gouvernements doivent divulguer leur « niveau de propriété » dans le secteur des industries extractives. Ces divulgations doivent être mises à jour lors de tout changement du « niveau de propriété ». Les dépenses réalisées par l’État et les entreprises d’État au cours des projets extractifs doivent être transparentes et détaillées .

## Le suivi pour la validation du respect des exigences

### Le processus de suivi
Le Conseil d’administration de l’ITIE procède à un suivi par pays pour s’assurer de leur conformité face aux exigences requises. Les pays membres de l’ITIE sont tenus de publier, de façon régulière et ponctuelle, des rapports de l’ITIE sous peine d’encourir des sanctions et, dans certains cas, de se faire radier de l’ITIE par le conseil d’administration de l’ITIE. Chaque rapport est examiné pour déterminer s’il répond aux exigences par le conseil d’administration avec le Guide de validation. Les pays membres se voient attribuer le type de progrès - de « aucun progrès » à « progrès significatifs ».  Dans le cas de la conformité d’un pays, celui-ci doit maintenir ses efforts pour continuer à répondre aux exigences de l’ITIE. Dans le cas d’une non-conformité, le pays doit répondre à une nouvelle évaluation. En fonction des résultats de cette évaluation, le conseil d’administration déterminera si le pays est radié, suspendu ou pays candidat.

### La validation de la conformité aux exigences
Un document émanant de chaque pays est examiné en plusieurs étapes pour déterminer s’il répond aux exigences de l’ITIE . Pour assurer un dialogue pertinent et constant, toutes les parties prenantes doivent donner leur avis.
Dans un premier temps, le groupe multipartite réalise une autoévaluation. Dans un deuxième temps, le Secrétariat international de l’ITIE prend connaissance des documents puis se rend dans les pays pour consulter les parties prenantes, avant de rendre son rapport d’évaluation. Dans un troisième temps, l’ITIE fait appel à un validateur indépendant qui vérifie la conformité de l’évaluation réalisée par le Secrétariat de l’ITIE. L’avis du validateur est compilé dans un rapport sur lequel le groupe multipartite est appelé à apporter ses commentaires. Enfin, le Conseil d’administration consulte tous les rapports avant de déterminer de façon définitive la conformité ou non de chaque pays mettant ou voulant mettre en œuvre les principes de l’ITIE.

## Financement de l’ITIE
La mise en œuvre et la gestion de l’ITIE a l’internationale est financée par les pays et les entreprises qui y adhèrent . La manière dont le financement fonctionne varie d'un pays à l'autre. Plusieurs agences internationales ainsi que le secteur privé (compagnies minières, gazières et pétrolières) participent activement au financement de l’ITIE. La Banque mondiale reste le principal donateur avec son dispositif à donateurs multiples EGPS qui permet de fournir une assistance technique et financière aux pays qui mettent en œuvre des réformes pour l’ITIE .
Les estimations de dépenses du Secrétariat international se sont élevées à plus de 50 millions de dollars américains par an, en 2015, pour couvrir les couts et les salaires pour le personnel ainsi que la mise en œuvre dans tous les pays membres. Dans de nombreux cas, les chiffres ne sont qu’une estimation approximative, (Rustad, Le Billon, & Lujala, 2017; Secrétariat international de l’ITIE, 2019a).  

## Pays membres
L’ITIE publie sur son site internet une liste de pays mettant en œuvre les exigences de transparence de l’ITIE. En octobre 2014, 46 pays mettent en œuvre la norme ITIE. 29 pays sont considérés comme étant conformes, c’est-à-dire qu’ils respectent toutes les exigences de l’ITIE. Ce statut est accordé après une évaluation approfondie. D’autres pays mettent en œuvre l’ITIE mais ne sont pas encore certifiés : ce sont des pays candidats. Les pays s’apprêtant à faire une demande de candidature sont appelés « autres pays ». À ce jour il s’agit par exemple de l’Allemagne, de la France et de l'Australie. 
Ce n’est pas parce qu’un pays est conforme à la norme qu’il est tout à fait exempt de corruption. La conformité signifie plutôt que l’information nécessaire est bien transmise et que des améliorations sont en cours. Chaque pays fait l’objet d’évaluations régulières afin de déterminer s’il respecte toujours les exigences. Le statut de pays conforme peut être révoqué à tout moment. Sur le site internet de l’ITIE on trouve également un aperçu de tous les rapports fournis par les pays.
- Pays conformes : Albanie, Burkina Faso, Cameroun, République du Congo, République démocratique du Congo, Côte d'Ivoire, Ghana, Guatemala, Guinée, Irak, Kazakhstan (depuis 2013[13]), Kirghizistan, Liberia, Mali, Mauritanie, Mongolie, Mozambique, Niger, Nigeria, Norvège, Pérou, Sierra Leone, Tchad, Timor oriental, Togo, Trinité-et-Tobago, Zambie
- Pays candidats : Afghanistan, Azerbaïdjan, Birmanie, Colombie, États-Unis, Éthiopie, Honduras, Madagascar[14], Papouasie-Nouvelle-Guinée, Philippines, Îles Salomon, Sao Tomé-et-Principe, Sénégal, Seychelles, Ukraine
- Pays suspendus : République centrafricaine, Indonésie, Tadjikistan, Tanzanie, Yémen
- Autres pays : Allemagne, Australie, France, Royaume-Uni, Italie